# Den Store Journalistprisen
Den store journalistprisen er en af de mest anerkendte priser for Journalistik i Norge. Den blev uddelt for første gang i 1991. Den er tilsvarende Cavlingprisen i Danmark.
Prisen var en arvtager til Narvesenprisen og Hirschfeldtprisen som begge blev uddelt indtil til 1990.
Prisen bliver givet af Norsk Presseforbund, og tildeles en journalist eller en gruppe af journalister som i løbet af det sidste år har lavet en særlig prisværdig indsats inden for journalistik.
Hensigten med prisen er at opmuntre til og hædre kvalitet i journalistik. Prisen kan gives til journalister både i Aviser, onlinemedier, Radio og Fjernsyn.
Den store journalistprisen finansieres gennem et samarbejde mellem Norsk Journalistlag, Norsk Redaktørforening, Mediebedriftenes Landsforening, Den Norske Fagpresses Forening, NRK og TV 2.

## Prismodtagerne (siden 1991)
- 2019:  Maria Mikkelsen, Mona Grivi Norman og Frank V. Haugsbø i Verdens Gang for «Tolga-saken» hvor tre personer blev indrapporteret som psykisk udviklingshæmmede af Tolga Kommune og fik en værge mod deres vilje.[1][2]
- 2018: Tegneren Finn Graff og Per Egil Hegge[3]
- 2017: Thomas Ergo, Hans Petter Aass og Rune Vandvik fra Stavanger Aftenblad for reportagen om «Glassjenta», om norsk barnevern.[4]
- 2015: Maria Mikkelsen og Synnøve Åsebø, VG, for Odin-sagen[5]
- 2014: Kristin Solberg og Anders Sømme Hammer, freelancejournalister, for arbejde i konflikt- og krigsområder[6]
- 2013: Kjetil B. Alstadheim, Dagens Næringsliv[7]
- 2012: Trude Lorentzen, Eivind Sæther og Adrian Øhrn Johansen, Dagbladet for 22. juli-dokumentaren «Tomrommene».[8]
- 2011: Odd Isungset for arbejdet med Nygaard-saken.
- 2010: Bernt Jakob Oksnes, Dagbladet.
- 2009: Per Christian Magnus, Robert Reinlund og Anne Marie Groth, TV 2, for dokumentarfilmen Sultbløffen.
- 2008: Helle Aarnes, Bergens Tidende, for artikelserie om tyskerpiger.
- 2007: Debatredaktør Knut Olav Åmås, Aftenposten.
- 2006: Redaktionen i Typisk norsk (NRK).
- 2005: Magasinredaktionen i Dagens Næringsliv og Roar Christiansen, Bergens Tidende.
- 2004: Harald Henden, VG.
- 2003: Åsne Seierstad, freelance.
- 2002: Ikke uddelt.
- 2001: Harald Stanghelle, Dagbladet.
- 2000: Inge Sellevåg, Bergens Tidende.
- 1999: Steinar Hansson, Dagsavisen.
- 1998: Anne Grosvold, NRK.
- 1997: Finansredaktionen i Dagens Næringsliv.
- 1996: Redaktionen i VG.
- 1995: Tomm Kristiansen, NRK.
- 1994: Fritz Breivik, Nordlands Framtid.
- 1993: Sissel Benneche Osvold, Dagbladet.
- 1992: Arne O. Holm, Dagbladet.